# Chabuata rhodomelaina
Chabuata rhodomelaina là một loài bướm đêm trong họ Noctuidae.